# Murowaniec (Koźminek)
Pour les articles homonymes, voir Murowaniec.
Murowaniec est une localité polonaise de la gmina de Koźminek, située dans le powiat de Kalisz en voïvodie de Grande-Pologne.